# 圣若瑟 (路易斯安那州)
圣若瑟（英語：St. Joseph）是美国路易斯安那州下属的一座城市。根据2020年美國人口普查，该市有人口831人，行政建制上属于“鎮”（town）。